# Norton Motorcycle Company
|  | Per a altres significats, vegeu «Norton». |

Norton Motorcycle Company (antigament, Norton Motors, Ltd.) és una empresa fabricant de motocicletes anglesa. Fundada a Birmingham el 1898 com a fabricant d'«accessoris i peces per la indústria de les dues rodes», l'empresa començà a produir motocicletes equipades amb motors d'altres fabricants el 1902. El 1908 va afegir a la gamma un motor de construcció pròpia i va començar així una llarga etapa de producció de motocicletes monocilíndriques i, més tard, bicilíndriques, així com una llarga història de participació en competicions.
Durant la dècada del 1950, la Norton original fou comprada pel grup Associated Motor Cycles (AMC) i més tard patí diverses fusions amb altres fabricants del grup BSA, fins que acabà tancant definitivament el 1978 sota la forma de Norton Villiers Triumph (NVT). Uns anys després, diversos grups inversors feren renéixer la marca fins que, el 2020, fou adquirida per l'empresa índia TVS Motor Company.

## Els inicis

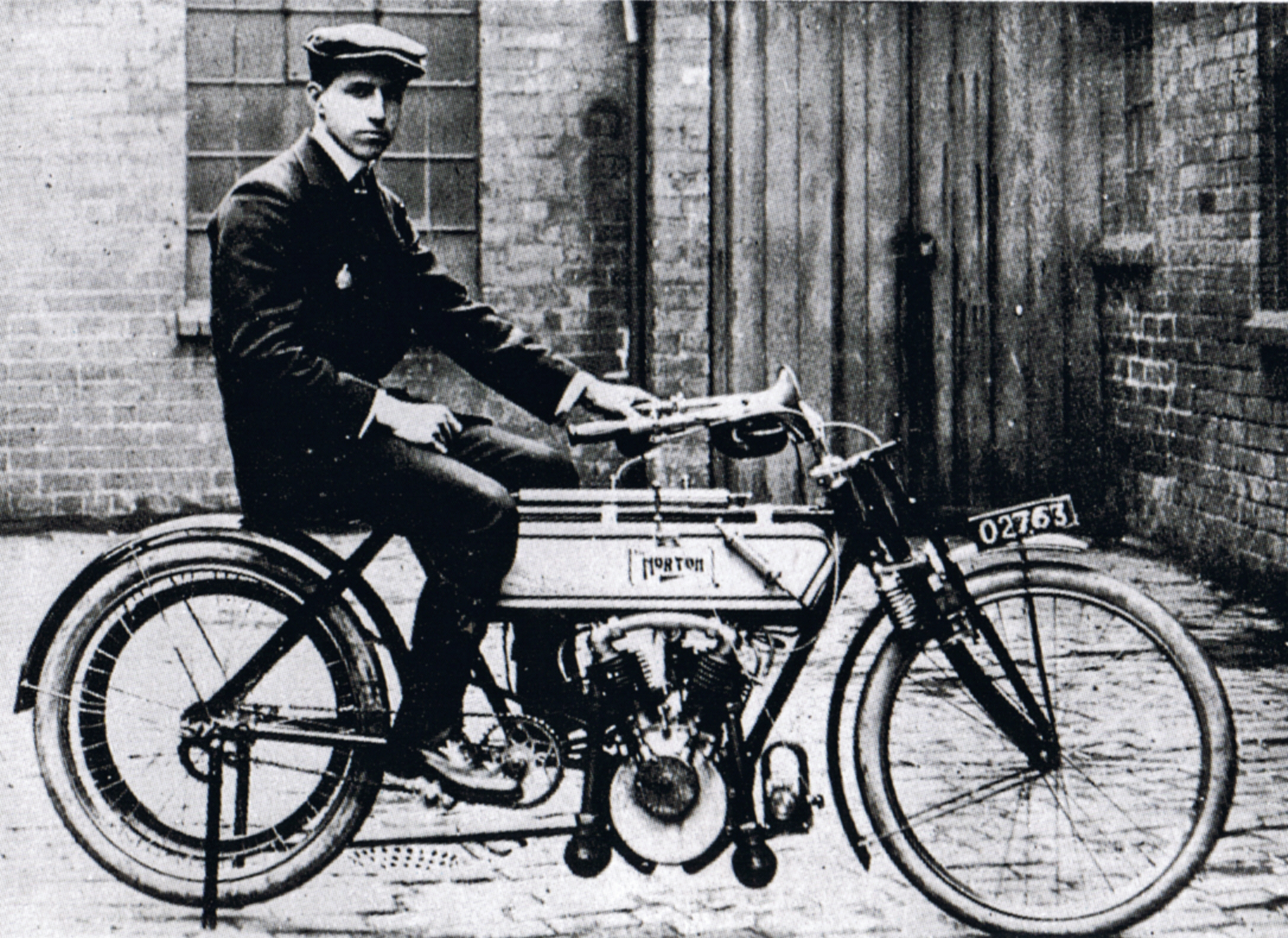
Rem Fowler amb la Norton/Peugeot amb què va guanyar el TT de 1907

L'empresa original fou fundada el 1898 per James Lansdowne Norton (conegut com a "Pa") al número 320 de Bradford Street, Birmingham. El 1902, Norton va començar a construir motocicletes amb motors francesos i suïssos. El 1907, una Norton amb motor Peugeot, pilotada per Rem Fowler, va guanyar la categoria de motos bicilíndriques al primer TT de l'illa de Man, començant una tradició esportiva que es va mantenir fins a la dècada del 1960. L'abril del 1907, Norton Manufacturing Co. es va traslladar a una fàbrica més gran al mateix Birmingham, concretament al Floodgate Street de Deritend Bridge.
Els primers motors Norton es van fabricar el 1907 i les primeres unitats de producció es varen comercialitzar a partir del 1908. Es tractava d'un model de 490 cc i 3,5 CV, anomenat "3.5 hp", i el "Big 4" de 633 cc, els quals iniciaren una línia de motors monocilíndrics de vàlvula lateral que va continuar amb pocs canvis fins a finals de la dècada del 1950.
El primer logotip de Norton era un disseny art nouveau força senzill, amb el nom escrit en majúscules. Tanmateix, en va aparèixer un de nou a la portada del catàleg per al 1914 que fou fruit d'una feina conjunta de James L. Norton i la seva filla Ethel. Es va conèixer com al logotip curly N ("N arrissada"), amb només la lletra inicial com a majúscula, i va ser emprat per la companyia després, apareixent per primera vegada sobre una motocicleta real el 1915. Ethel Norton també va provar algunes de les motos del seu pare.
El 1913 el negoci va declinar i R. T. Shelley & Co., els principals creditors, van intervenir per a salvar-lo. Poc després es va formar Norton Motors Ltd, sota la direcció conjunta de James L. Norton i Bob Shelley. El cunyat de Shelley, el preparador Dan O'Donovan, va aconseguir establir un nombre significatiu de rècords amb la Norton el 1914, poc abans de l'esclat de la Primera Guerra Mundial -com que el motociclisme de competició es va suspendre en gran manera durant les hostilitats, aquests rècords encara es mantenien quan la producció es va reiniciar després de la guerra. Els rècords de Dan O'Donovan, establerts a l'abril de 1914 a bord d'una Norton de 490 cc, foren aquests:
- Menys de 500 cc a 81,06 mph el km llançat i a 78,60 mph la milla llançada
- Menys de 750 cc, íd. anterior
- Menys de 500 cc amb sidecar a 65,65 mph el km llançat i a 62,07 mph la milla llançada
- Menys de 750 cc amb sidecar, íd. anterior

El 17 de juliol de 1914, O'Donovan també va aconseguir el rècord de velocitat en 5 milles llançades a 75,88 mph, i el rècord a moto aturada en 10 milles a 73,29 mph, de nou amb la Norton de 490 cc.

## Primera Guerra Mundial

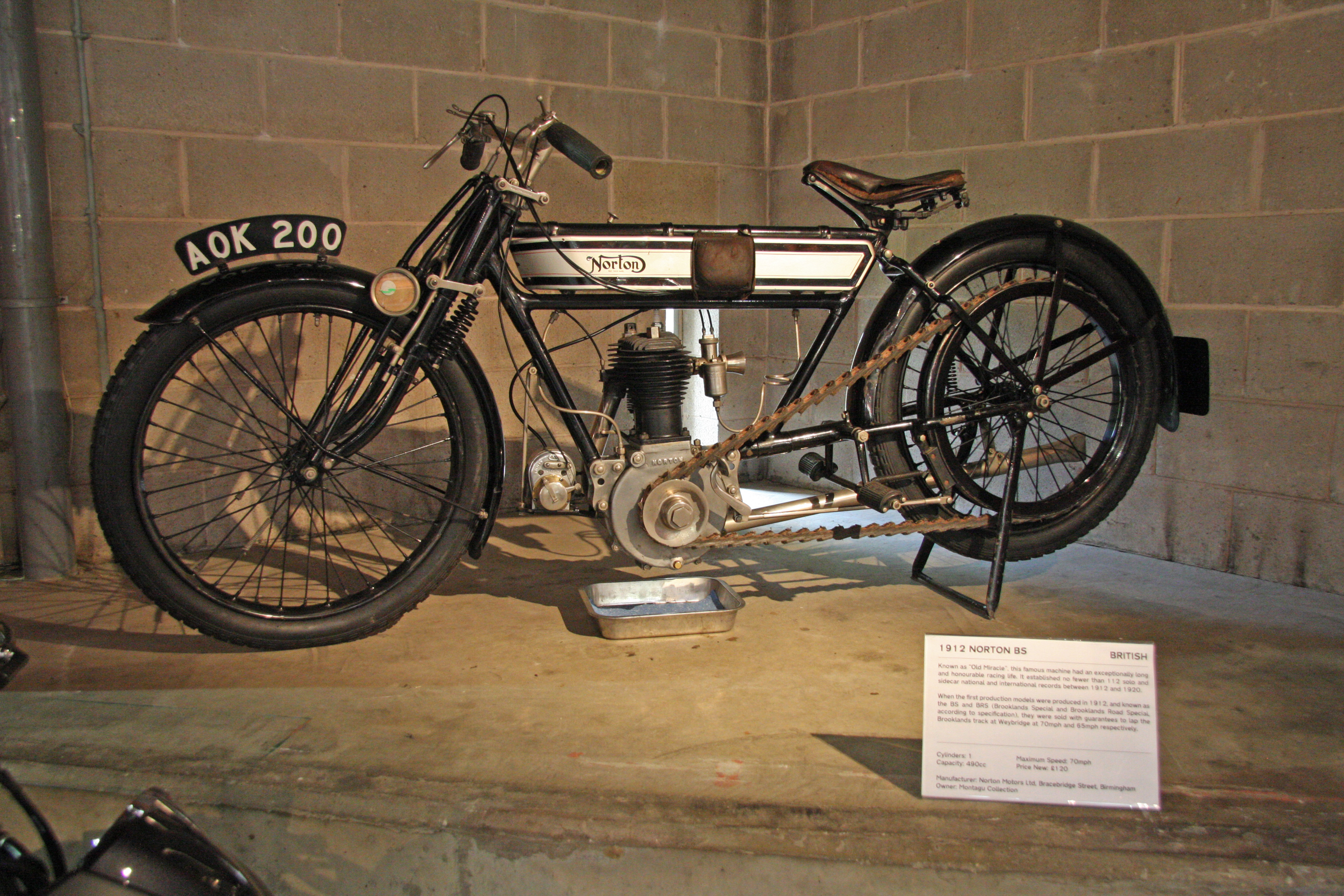
La Norton BS 490 cc, model de competició reeixit del 1912 al 1920

Norton va continuar la producció dels seus models 3.5 hp i Big 4 fins a ben entrat el període de guerra, tot i que el novembre de 1916 el Ministeri de Municions va dictar una ordre en que no es permetia cap altra activitat en la producció de motocicletes o automòbils a partir del 15 d'aquell mes sense permís. En aquella època, la majoria dels fabricants de motocicletes ja produïen municions o peces d'avions, o bé es dedicaven al comerç d'exportació. Norton ja es dedicava a aquesta darrera activitat i a començaments d'aquell any havia anunciat un nou model "Colonial" de la seva Big 4 de 633 cc. Els principals canvis n'eren l'augment de la distància al terra (de 4.25" a 6.5") gràcies al bastidor retocat, un dipòsit més gran, una distància més llarga amb la roda dels parafangs i un robust portapaquets posterior. El motor no canviava i la transmissió es feia mitjançant una caixa de canvis de tres velocitats Sturmey-Archer.
El febrer de 1918, la revista Motor Cycle va publicar un reportatge sobre una visita a Norton Motors. James L. Norton hi afirmava que esperava llançar tres models durant la postguerra: la 3.5 hp 490 cc TT amb transmissió per corretja (per als "aimants de la velocitat") i dos d'utilitaris, un amb motor TT apaivagat, i l'altre el Big 4 per a altes prestacions en solitari o amb sidecar, tots dos amb caixa de canvis de contraeixos Sturmey-Archer de tres velocitats i tracció total per cadena. També va declarar que havia estat experimentant amb pistons d'alumini, i que Norton havia creat un manual de consells de conducció que contenia també detalls dels seus models Military i Empire.
Al maig de 1918, Norton afirmava en un dels seus anuncis «The ministry are taking the whole of our present output, but we have a waiting list» ("El ministeri ocupa tota la nostra producció actual, però tenim una llista d'espera"). En aquest anunci també apareixia la frase Unapproachable Norton ("Norton inaccessible"). Pocs models de Norton WD apareixen a la columna "En Venda" de The Motor Cycle després de la guerra, cosa que suggereix que varen ser enviats a l'estranger (aparentment, una comanda era per a l'exèrcit rus). Al llibre vermell de 1913–1917, que mostra la producció d'automoció, marina i aviació en aquell període al Regne Unit, s'hi observa que Norton va passar de la gamma completa el 1916 a només la Big Four Military el 1917.

## Període d'entreguerres
Norton va reprendre els lliuraments de motocicletes civils a l'abril de 1919, amb models adreçats a motociclistes que gaudien de la fiabilitat i el rendiment que oferien els motors monocilíndrics de carrera llarga amb caixes de canvis separades. La firma també va reprendre les curses i el 1924, el seu pilot Alec Bennett aconseguí al Senior TT de l'illa de Man la primera victòria amb una velocitat mitjana en cursa superior a 60 mph. Norton va guanyar aquesta cursa deu vegades fins que es va retirar de les competicions el 1938.
J.L. Norton es va morir el 1925 a només 56 anys, però encara va poder veure com les seves motocicletes guanyaven el Senior i el sidecar TT el 1924, concretament amb el Model 18 de 500 cc, el primer monocilíndric de vàlvula aèria de Norton.
Dissenyat per Walter Moore, el motor Norton CS1 va aparèixer el 1927. Es basava estretament en el motor ES2 de vàlvula aèria i n'emprava moltes parts. Moore va ser contractat per NSU el 1930 i després, Arthur Carroll va dissenyar un motor OHC completament nou destinat a convertir-se en la base de tots els monocilíndrics OHC i DOHC Norton posteriors (el trasllat de Moore a NSU va motivar que els seus antics col·laboradors convertissin irònicament "NSU" en Norton Spares Used, "Recanvis de Norton emprats"). La llegenda a les curses de Norton va començar a la dècada del 1930. Dels nou Senior TT (500 cc) disputats a l'illa de Man entre 1931 i 1939, Norton en va guanyar set.
Fins al 1934, Norton va comprar caixes de canvis i embragatges a Sturmey-Archer. Quan aquesta empresa va suspendre la producció, Norton en va comprar els drets de disseny i els en va encarregar la fabricació a Burman and Sons Ltd, un conegut fabricant de caixes de canvis.

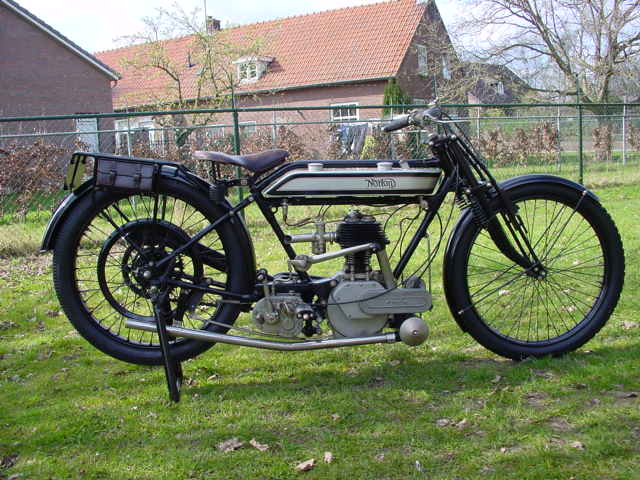
Norton 16 H (490 cc) de 1921
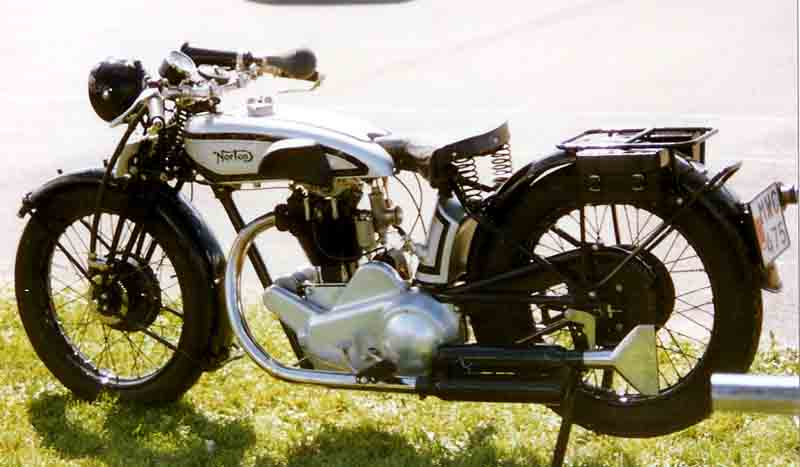
Norton CS1 de 1929
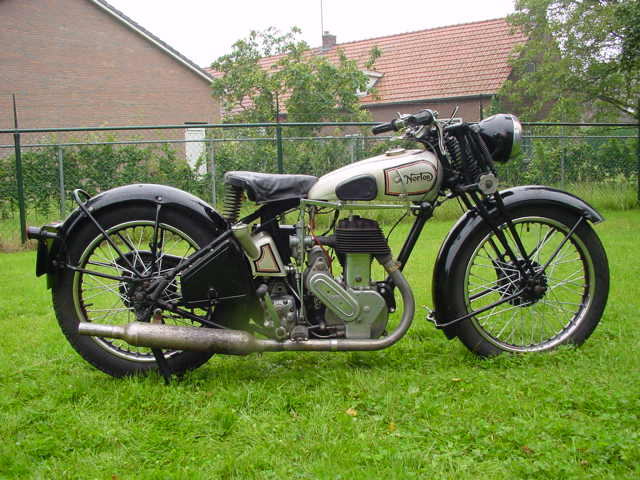
Norton Big Four de 1933
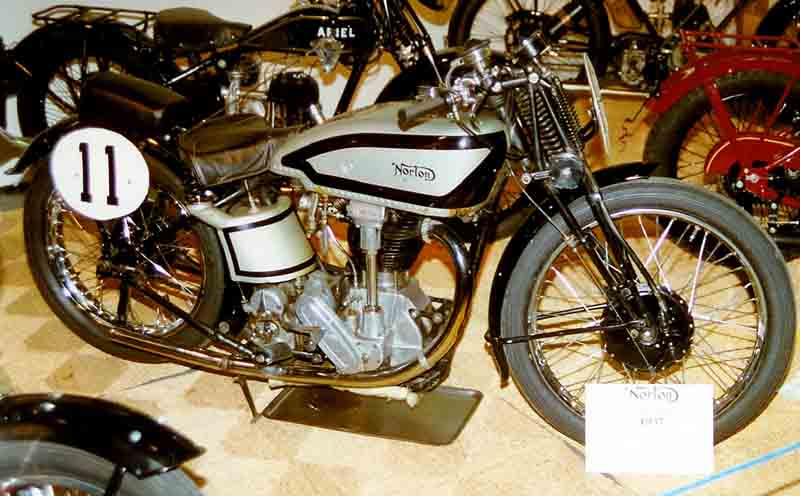
Norton International M30 500 cc OHC Racer de 1937
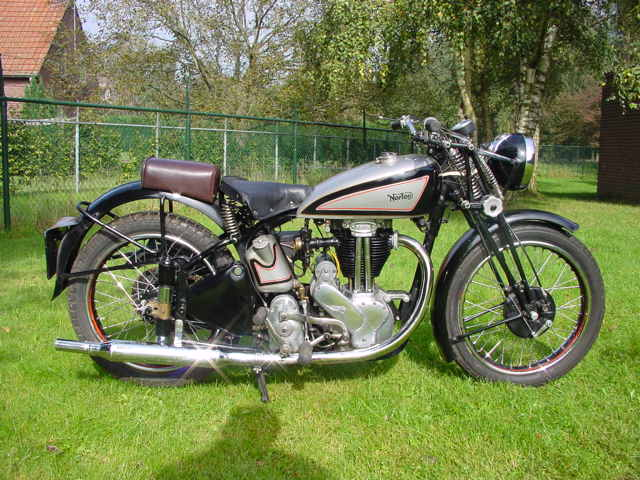
Norton ES2 de 1939

## Segona Guerra Mundial

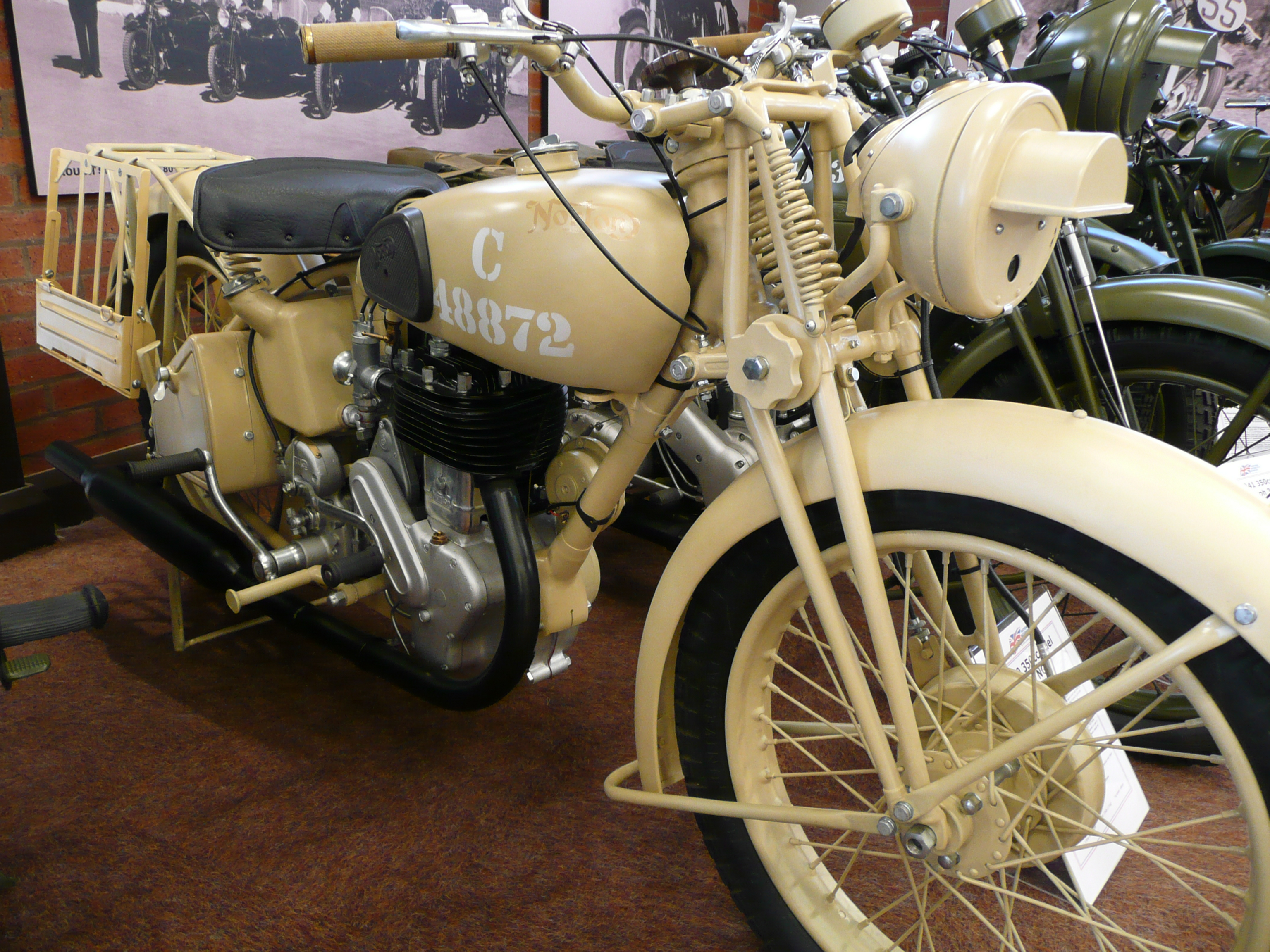
Norton WD 16H militar de 1942

Norton va començar a fabricar motocicletes militars de nou el 1936, després d'un procés de licitació al 1935 on una Norton 16H modificada va superar els altres candidats. Des de les 900 unitats fabricades el 1936 fins a les 2.000 de 1937, Norton va avançar-se a la competència a mesura que la guerra s'acostava i hi havia bones raons, en termes de recanvis i manteniment, perquè els militars seguissin amb el mateix model. Entre 1937 i 1945, gairebé una quarta part (més de 100.000) de totes les motos militars britàniques eren Norton, bàsicament el model WD 16H (en solitari) i el sidecar WD Big Four amb tracció a la roda lateral.

## Postguerra
Després de la Segona Guerra Mundial, Norton va tornar a la producció de motocicletes civils, tot augmentant-ne gradualment l'abast. Una novetat important el 1949 va ser la bicilíndrica Model 7, coneguda com a Norton Dominator, una moto de 500 cc dissenyada per Bert Hopwood. El seu xassís derivava de l'ES2 monocilíndrica, amb suspensió telescòpica anterior i d'èmbol posterior, i incorporava una versió actualitzada de la caixa de canvis que es conegué com a lay-down ("ajaguda"). Parafangs i dipòsit millorats en completaven l'estil més modern.

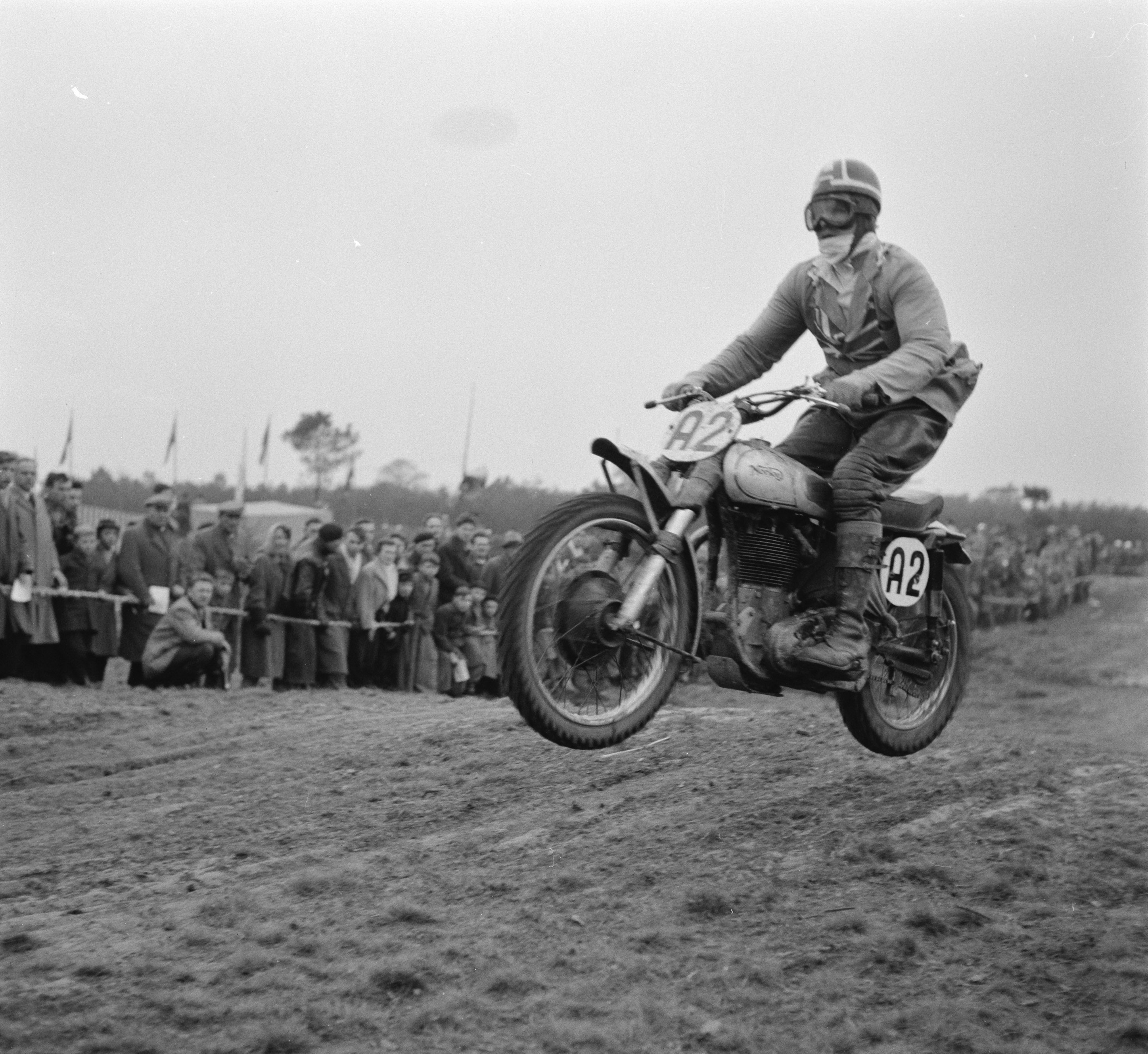
Leslie Archer amb la Norton de motocròs en una cursa a Boekel el 1956

Els èxits al Senior TT de l'illa de Man van continuar després de la guerra, amb victòries de Norton cada any del 1947 al 1954. La marca va lluitar per a recuperar el seu domini d'abans de la guerra, ja que la seva monocilíndrica s'enfrontava a una dura competència de les pluricilíndriques italianes i l'AJS anglesa. A la primera edició del mundial de velocitat, el 1949, Norton només hi va aconseguir el cinquè lloc (la campiona fou AJS). Això va ser abans que aparegués el xassís Featherbed ("llit de plomes"), desenvolupat per a Norton pels germans McCandless de Belfast el gener de 1950. Aquest nou xassís es va muntar a la nova Norton Manx, la qual, amb pilots com ara Geoff Duke, John Surtees i Derek Minter, esdevingué una motocicleta mítica. Entre 1951 i 1952, Geoff Duke hi guanyà tres mundials de velocitat (dos en 350cc i un en 500cc). De seguida, el Featherbed, un disseny que permetia una bona distribució de la rigidesa de la massa, es va convertir en un referent pel que fa a bastidors.
Norton va experimentar també amb la col·locació del motor i va descobrir que el fet de moure'l lleugerament amunt o avall, endavant o endarrere i, fins i tot, de dreta a esquerra, podia proporcionar un "punt dolç" en termes de pilotatge. Els dissenyadors de motocicletes encara fan servir aquest mètode per a afinar-ne la maniobrabilitat.
El 1951 es va posar a disposició dels mercats d'exportació la Norton Dominator com a Model 88 amb el marc Featherbed. Més tard, a mesura que augmentava la producció d'aquest bastidor, es va convertir en un model de producció habitual i es va fabricar en variants per a altres models, incloses les monocilíndriques OHV.
La Norton Manx de carrera llarga, fabricada de 1946 a 1953, tenia un diàmetre per carrera de 79,6 × 100 mm. Inicialment era de tipus SOHC (arbre de lleves al cap) i passà a ser disponible en DOHC (doble arbre de lleves) per als principals pilots a partir de 1949. Aquesta moto va jugar també un paper important en el desenvolupament de les curses de cotxes de la postguerra. A finals de 1950, les normes nacionals angleses de 500 cc es van adoptar com a la nova Fórmula 3. El motor JAP de Speedway havia dominat la categoria inicialment, però el Manx era capaç de produir força més potència i es va convertir en el motor escollit. Com que Norton no venia motors separats, es van comprar moltes Norton Manx completes per a fer-ne servir el motor en curses de 500 cc.
Els èxits a les curses es van transferir al carrer per mitjà de les cafe racer, algunes de les quals feien servir el featherbed amb un motor d'altres fabricants per tal de construir una màquina híbrida amb el millor d'ambdós vessants. Les creacions més famoses d'aquesta mena van ser les Norton featherbed amb motors bicilíndrics Triton - Triumph.
Norton destacà també en tota mena de competicions de fora d'asfalt. En motocròs, anomenat aleshores scramble al Regne Unit, el seu pilot Leslie Archer guanyà el Campionat d'Europa de 1956 amb un prototip derivat de la Manx. En trial, Vic Brittain guanyà dues vegades el British Experts Trial, mentre que Jack Williams guanyà dues edicions dels Sis Dies d'Escòcia.

Norton als anys 50
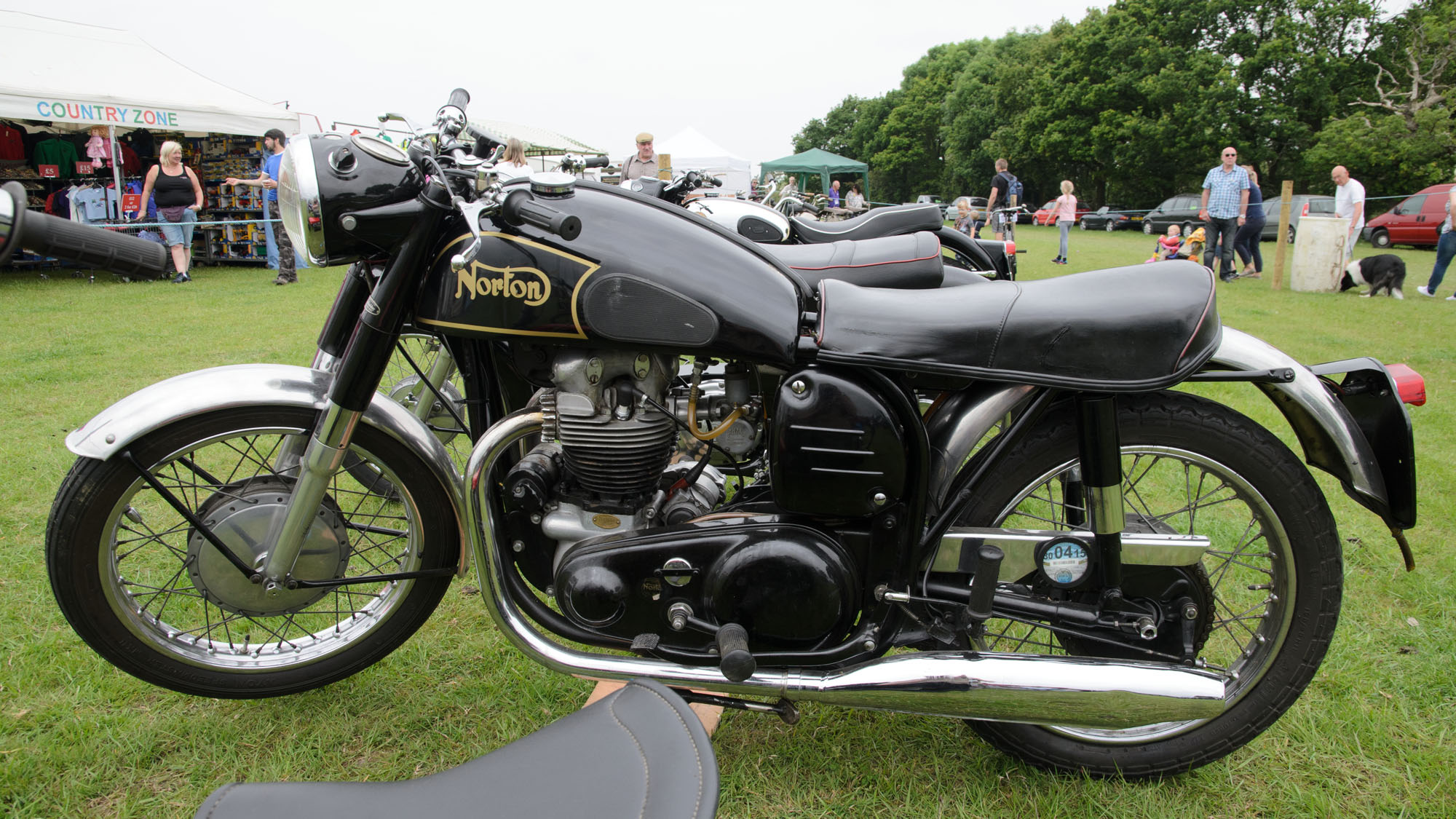
Norton Dominator Model 88 (1956)
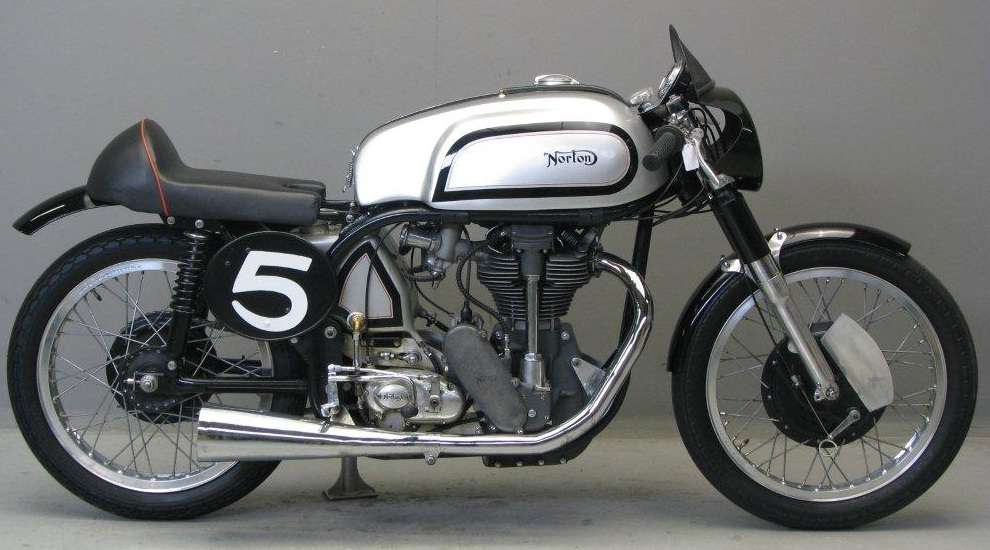
Norton Manx 500 cc de 1952
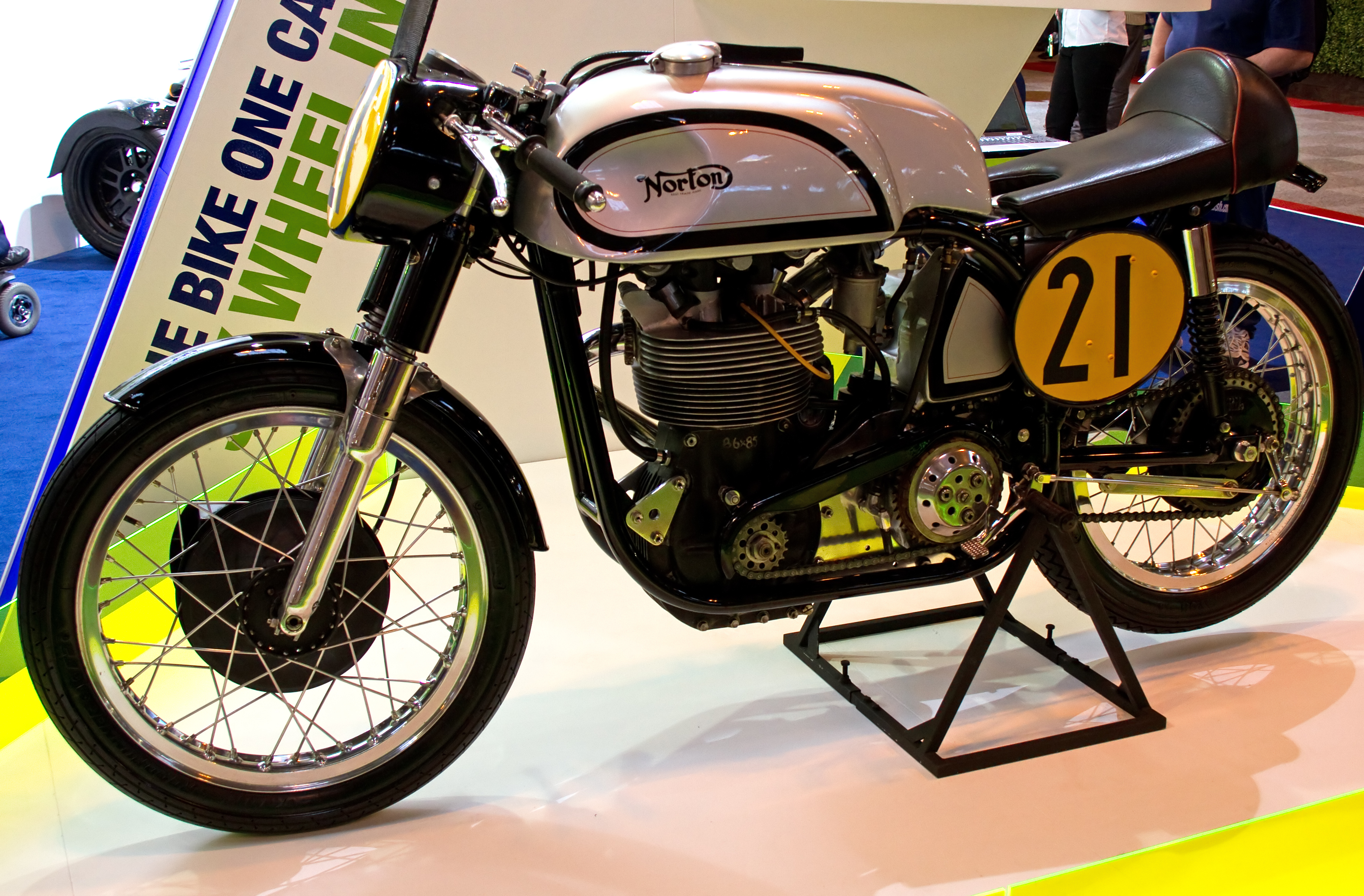
Norton Manx 500 cc de 1959
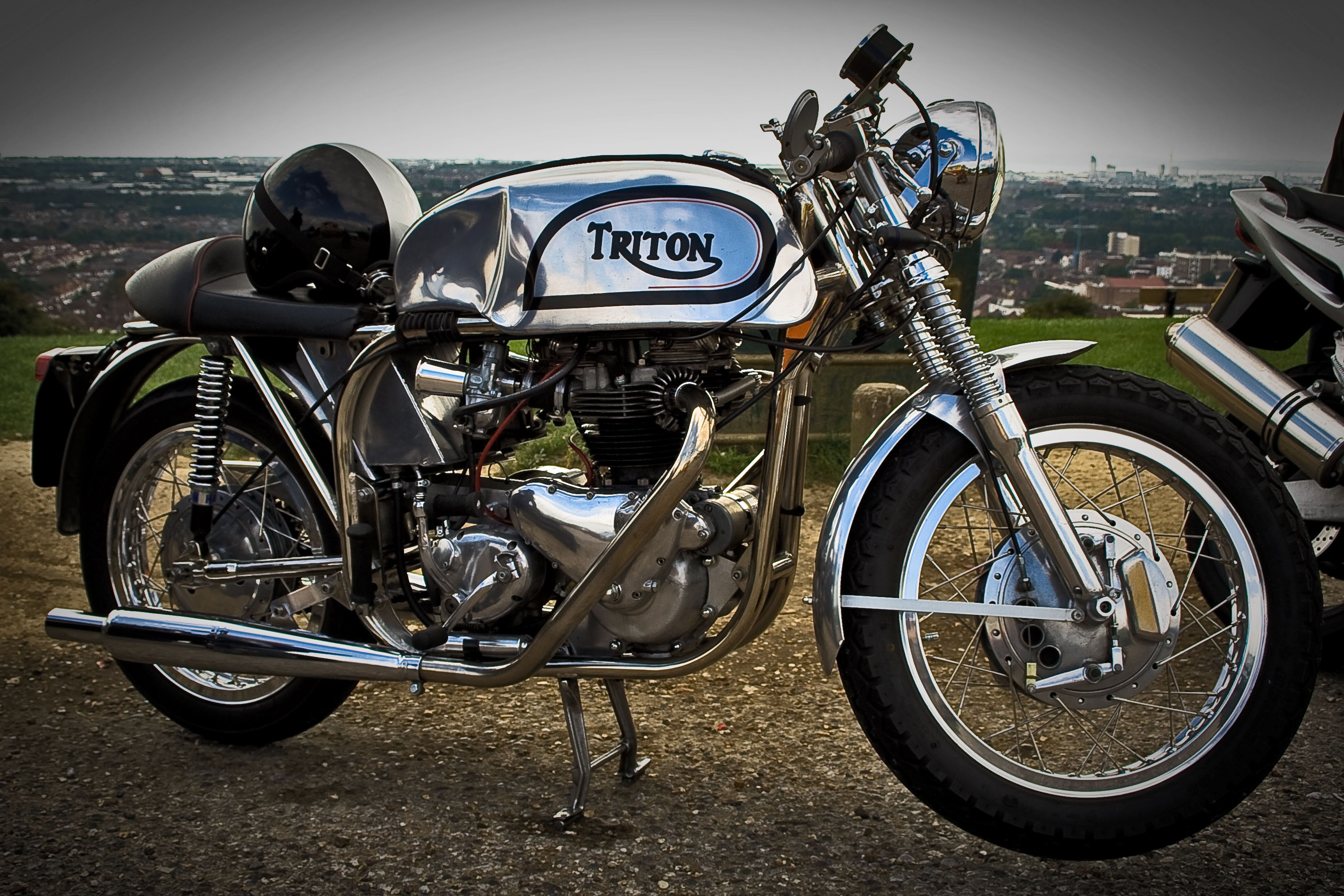
Cafe racer Triton amb motor de caixa separada Triumph
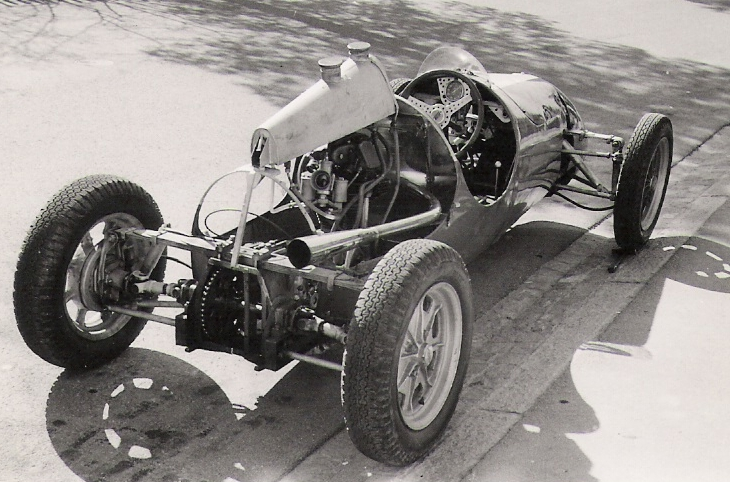
Motor de Norton Manx en un Cooper de Fórmula 500

## AMC
Malgrat, o potser per culpa dels èxits de les curses, Norton es trobava en dificultats financeres. A causa d'això, Reynolds no va poder fabricar molts dels tan desitjats marcs Featherbed i els clients van perdre l'interès per comprar Nortons amb bastidors més antics. Quan els principals accionistes van començar a abandonar l'empresa el 1953, la companyia va declinar i Associated Motor Cycles (AMC) en va comprar les accions. AMC ja era propietària de les marques AJS, Matchless, Francis-Barnett i James.
Sota la propietat d'AMC, es va desenvolupar una versió molt millorada de la caixa de canvis de Norton que es va fer servir en tots els models grans d'AJS, Matchless i Norton. De nou, els canvis principals van ser per a millorar la selecció de la marxa. El setembre de 1955 es va llançar la Dominator 99, de 600 cc. Tot i que les vendes de motocicletes van passar per una recessió a la dècada del 1950 i Norton era només un petit fabricant, la marca va prosperar. Gràcies especialment a les seves bicilíndriques (la Dominator i la posterior Atlas), les vendes de Norton es van mantenir a l'alça, especialment als Estats Units.
AMC va produir una nova Norton Manx amb motor de carrera curta de 1953 a 1962, amb un diàmetre per carrera de 86 × 85,6 mm. El seu motor monocilíndric de 499 cc de càrter sec, amb dues vàlvules d'accionament bisellat i doble eix de lleves, tenia una ràtio de compressió d'onze a un. Duia un carburador Amal GP i un magneto de competició Lucas. La Norton Manx de 500 cc de 1962 lliurava 50 CV a 6.780 rpm, pesava 142 kg i arribava a una velocitat màxima de 209 km/h. Les darreres Manx es van vendre el 1963. Tot i que Norton havia abandonat els Grans Premis el 1954, la secció de curses de Bracebridge Street va continuar fins al 1962 i la Manx es va convertir en un puntal per als pilots privats. Encara a l'actualitat són unes motos molt buscades, amb preus alts.
El 1960, es va desenvolupar una nova versió del marc Featherbed per a carretera, en la qual els tubs superiors es doblegaven cap a l'interior per tal de reduir la distància entre els genolls del pilot, a la cerca d'una major comoditat. El canvi també servia per a facilitar-los les coses als pilots més baixets, ja que l'alt xassís feia difícil arribar al terra. Aquest nou bastidor es conegué com a slimline ("prim"); per contrast, els anteriors es van conèixer com a wideline ("ample"). El 7 de novembre d'aquell any es va llançar la nova Norton Manxman de 650 cc, només per al mercat americà. El setembre del 1961 va aparèixer la Norton 650SS per al mercat britànic i la 750 cc (Atlas). El 20 d'abril de 1962 es feu extensiva al mercat nord-americà, que demanava més potència, però l'augment de la cilindrada del motor bicilíndric vertical va causar un problema de vibracions a 5.500 rpm. La Norton Atlas 750 resultava massa cara i no se'n podien reduir els costos. Tot això va ocasionar problemes financers.
El 1962 es va tancar la fàbrica Norton de Bracebridge Street (Birmingham) i se'n va traslladar la producció a la d'AMC a Woolwich, al sud-est de Londres.
Hi havia també una motocicleta d'exportació destinada principalment a les curses de desert americanes, venuda fins al 1969 sota les denominacions de Norton P11, AJS Model 33, Matchless G15 i Norton N15, que utilitzava el motor Norton Atlas en un xassís de Matchless G85CS modificat, amb rodes i forquilles anteriors Norton. Aquesta moto tenia fama de vibrar menys que el model de bastidor Featherbed. Les monocilíndriques AMC també es van vendre sota la marca Norton en aquella època.
Durant aquells anys, Norton va desenvolupar una gamma de tres bicilíndriques de menor capacitat similars: la Norton Jubilee 250, la Navigator 350 i l'Electra 400 (aquesta amb arrencada elèctrica). Aquests models van ser els primers de Norton amb caixa de canvis incorporada. El motor era un disseny completament nou de Bert Hopwood i el bastidor i la part cicle eren de Francis-Barnett, també propietat d'AMC. Eren unes motos amb reputació de ser poc fiables.

## Empreses successores

### Norton-Villiers
A finals de la dècada del 1960, la competència dels fabricants japonesos i un mercat intern en ràpid declivi havien fet caure tota la indústria britànica de la motocicleta. El 1966 AMC esdevingué insolvent i es va refundar com a Norton-Villiers, propietat del grup Manganese Bronze Holdings Ltd.
La Norton 750 Atlas destacava per les seves vibracions. En comptes de canviar de motor, Norton va decidir de canviar-ne el bastidor i el resultat va ser la Norton Commando 750, amb estructura del tipus anomenat Isolastic. El 1967, es va exposar a l'Earls Court Show de novembre el prototip Commando i es va presentar com a model de producció per al 1968. El seu estil, el seu innovador marc Isolastic i el seu potent motor el van convertir en un model atractiu. La Commando superava fàcilment les bicilíndriques contemporànies de Triumph i BSA i era la moto britànica més potent i amb millor maneig del seu temps. El xassís Isolastic la feia molt més suau que l'Atlas. Emprava suports de goma per a aïllar el motor i el basculant del marc, les forquilles i el motor, cosa que estalviava vibracions al pilot i proporcionava una conducció més suau i còmoda (malgrat tot, a mesura que es gastaven les falques d'acer incorporades al bastidor, sovint pel rovell, la maniobrabilitat de la moto esdevenia deficient, amb tendència a fer estrebades posteriors en revolts d'alta velocitat). La Commando es va vendre molt bé i guanyà diverses vegades el títol de Motocicleta de l'Any a la Gran Bretanya.
El gener de 1972 es va llançar el motor "Combat", amb una biela de rodament de rodets bessons, amb compressió 10:1 i una potència de 65 CV a 6.500 rpm. De seguida se'n va ressentir la fiabilitat, amb fallades freqüents i primerenques en el coixinet principal de l'eix del cigonyal, de vegades provocant trencaments dels cigonyals. Si els motors més antics utilitzaven un rodament principal de boles o de rodets, el Combat en presentava un de rodets doble creient equivocadament que això en reforçaria l'extrem inferior per a fer front a la major potència de sortida. En comptes d'això, la flexió resultant feia que els rodets "s'endinsessin" a les curses, tot provocant ràpides avaries. Aquesta fragilitat era particularment evident quan es comparava amb la fiabilitat de les motos japoneses contemporànies. Aquest problema es va resoldre inicialment el 1972 mitjançant un rodament de rodets especials d'anomenada 'superblend'. A començaments de 1973, aquest fou substituït per un rodament de rodets estàndard d'alta capacitat.
La Commando s'oferia en diversos estils diferents: el model de carrer estàndard, un de pseudo-scrambler amb tubs d'escapament aixecats i la Interstate, equipada com a turisme de llarga distància. L'arrencada elèctrica es va introduir a la Mark III el 1974. Les vendes van ser respectables, però l'empresa va declinar econòmicament i va esdevenir insolvent el 1975. El 1976 es podia comprar una Norton amb la bandera nord-americana al dipòsit per 1.976 dòlars.

### Norton Villiers Triumph
El principal fabricant de motocicletes del Regne Unit de l'època era BSA-Triumph, un grup format per la BSA de Birmingham i la Triumph de Meriden (West Midlands). El 1972, BSA-Triumph va afrontar dificultats causades per una mala gestió, pràctiques sindicals obsoletes, dissenys de motos antiquats i fàbriques sense les condicions adients. L'empresa va rebre ajuda del govern del Regne Unit amb la condició que es fusionés amb Norton-Villiers (propietat aleshores de Dennis Poore) i aquesta, tot i ser de lluny la més petita de les tres, va aconseguir el control de BSA-Triumph i es formà Norton Villiers Triumph (NVT).

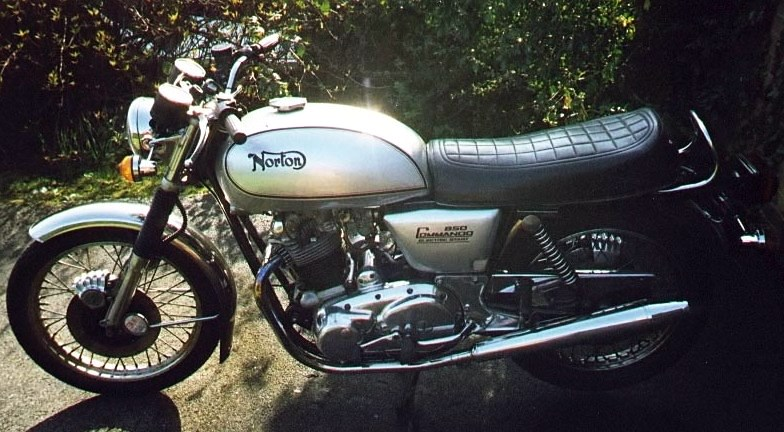
Commando Interstate Mk3 de 1978

L'abril del 1973, NVT va llançar un motor "850" de 828 cc amb compressió de 8.5:1 i rodaments alemanys FAG SuperBlend, els mateixos que havien estat introduïts als motors de 750 cc per mirar de solucionar els problemes del motor Combat. Aquest model lliurava 51 CV a 6.250 rpm, tot i que la potència indicada no reflectia el rendiment real del motor, ja que el superior parell motor en compensava la reduïda potència.
El 1973 també es va iniciar el desenvolupament d'una nova moto amb xassís d'acer premsat monocasc i motor bicilíndric de dos temps de 500 cc anomenada Wulf. Tanmateix, com que Norton Villiers Triumph tornava a tenir greus problemes financers, el desenvolupament de la Wulf es va abandonar a favor del motor Wankel rotatiu heretat de BSA (l'enginyer David Garside hi havia experimentat amb alguns prototips equipats amb el motor de Fichtel & Sachs).
El 1974, el govern conservador del Regne Unit presidit per Edward Heath va retirar els subsidis, però el nou govern laborista de Harold Wilson els va restaurar després de les eleccions generals. La racionalització de les fàbriques a Wolverhampton (seu de Villiers) i Small Heath (Birmingham, seu de BSA), va causar enfrontaments laborals a la seu de Triumph a Coventry; Triumph (la fàbrica de la qual era la més antiquada de totes les del grup) continuaria finalment com a cooperativa obrera en solitari. Tot i les pèrdues creixents, el 1974 es varen presentar les Norton 828 Roadster, Mark 2 Hi Rider, JPN Replica (John Player Norton) i Mark 2a Interstate. El 1975, la gamma es reduïa a només dos models: la Mark 3 Interstate i la Roadster, però aleshores el govern del Regne Unit va demanar la devolució del seu préstec i va rebutjar atorgar crèdits a l'exportació, perjudicant encara més la capacitat de la companyia de vendre a l'estranger. Com a conseqüència, es va cancel·lar la producció dels dos models encara en catàleg i es van reduir els subministraments de recanvis. L'empresa es va liquidar el 1978. Poore era conseller delegat també de Manganese Bronze Holdings, una empresa aparentment més preocupada per la rendibilització d'actius que per la producció de motocicletes.

### Motor Wankel
Durant la dècada del 1980, la companyia va renéixer diverses vegades, principalment perquè el nom era popular i la propietat estava dividida. Durant la liquidació de NVT, els drets internacionals s'havien fraccionat entre Norton Regne Unit, Alemanya, Amèrica i resta del món. MidWest en va adquirir els drets per a l'aviació lleugera i va desenvolupar a l'aeroport de Staverton (Gloucestershire) el motor MidWest AE a partir del motor Wankel rotatiu original. La primera motocicleta a adoptar aquest motor havia estat l'Hercules/DKW Wankel 2000 de Fichtel & Sachs, el 1974.
El 1988 es va rellançar la marca a una escala ambiciosa a Shenstone (Staffordshire), prop de Lichfield. Els nous models van tenir èxit en les curses, però no varen acabar de quallar al mercat comercial. La companyia va tenir un cert èxit en fabricar la motocicleta Interpol 2 amb motor Wankel per a cossos policials civils i militars i el RAC britànic. Se'n va derivar un model civil anomenat Classic el 1987.
Les següents Norton Wankel anaven refrigerades per aigua. A la Commander de 1988 la va seguir la F1 amb bastidor Spondon. Aquest model era una rèplica suavitzada de les Norton RCW588 de competició de fàbrica que havien guanyar moltes curses de curta distància, però tenien molts problemes de fiabilitat que requerien un manteniment freqüent -especialment, calia canviar-los la cadena de transmissió primària cada 160 km. El 1988 es va incorporar un nou equip directiu en substitució del de Brian Crighton, per a intentar millorar el model i reduir alguns d'aquests problemes. L'equip, encapçalat per l'ex-gerent de l'equip d'Honda Barry Symmons, l'enginyer d'Honda Chris Mehew i l'especialista en xassís Ron Williams, va rebre l'encàrrec de crear un xassís que es pogués produir a un preu econòmic i un motor fiable a llarg termini. El xassís, dissenyat per Ron Williams i fabricat per Harris Products, es basava en un de xapa estampada Delta box de Yamaha. Tot i així, malgrat diverses solucions innovadores de Chris Mehew, els esforços de l'equip per millorar la fiabilitat del motor no reeixiren. L'equip es va adonar de seguida que col·locar un motor que generava 1.100 ℃ de temperatura sota un dipòsit de benzina no era gens recomanable.
La nova moto, rebatejada com a NRS 588, va guanyar el TT de l'Illa de Man de 1992 pilotada per Steve Hislop, així com la North West 200 i l'Ulster Grand Prix pilotada per Robert Dunlop. Mentre es trobava a Irlanda del Nord, l'equip es va reunir amb el professor Gordon Blair, un dels principals enginyers d'automoció de la Queen's University de Belfast. El professor Blair va comentar que els japonesos havien abandonat el desenvolupament de motocicletes amb motor Wankel a causa de dos motius principals: produïa massa calor per a poder-lo confinar en un xassís de motocicleta i contaminava massa pel fet de cremar oli per a la lubrificació i combustible per al motor, de manera que no es podrien complir les imminents normatives de contaminació sense un sistema de depuració d'emissions complex i car. A la seva sèrie de televisió sobre la indústria britànica, Sir John Harvey-Jones va comentar que l'empresa es governava més amb el cor que amb el cap i que l'equip de curses era l'única cosa que pagava la pena salvar.
A la F1 la va succeir la F1 Sport, redissenyada i una mica menys costosa. El president executiu, Phillippe LeRoux, va intentar diversificar l'empresa cap a un grup amb interessos en la propietat i el lleure i mentrestant, el lliurament de les Norton Classic s'endarreria per problemes de subministrament de dipòsit i carenats de far. En aquest moment, el Departament de Comerç i Indústria del Regne Unit va començar a investigar les irregularitats en les inversions de LeRoux i els seus associats, cosa que va causar la renúncia de Phillippe LeRoux al seu càrrec.
Amb la intenció de gestionar un deute pendent de 7 milions de lliures esterlines, David MacDonald va ser nomenat director executiu de l'empresa a instàncies del Midland Bank el 1991. McDonald va vendre la companyia el 1993 a la canadenca Wildrose Ventures per aproximadament mig milió de lliures.
El cap de Wildrose Ventures, Nelson Skalbania, va refundar l'empresa com a Norton Motors (1993) Ltd. i situà la seva filla Rosanda com a directora general a Shenstone. Els nous propietaris va intentar recuperar a les instal·lacions d'exposicions públiques i a les subhastes de Sotheby's deu motocicletes històriques, amb un valor estimat aleshores de 50.000 lliures esterlines, que havien estat distribuïdes en diversos museus d'Anglaterra. Això va causar controvèrsia perquè els museus suposaven que les cessions eren permanents i l'exdirector general David MacDonald va afirmar: «Sens dubte, tot el que existia abans de 1984 no pertany a la companyia actual. Els actius simplement no es van transferir».
La Borsa d'Alberta va ordenar que Wildrose Ventures deixés de cotitzar. El 1994 la propietat de la companyia va tornar a Aquilini Investments, ja que Skalbania no va poder tornar el préstec que havia demanat per a comprar-la. Es va informar que la relació amb Skalbania es va interrompre el juliol d'aquell any.
El 1996 el taller de Shenstone es tancà i es va traslladar a una petita fàbrica de Rugeley (Staffordshire), ara dedicat a la producció de components per a motors d'avioneta basats en el disseny rotatiu. El 2005 es va informar que un grup d'antics treballadors de Norton havien construït nou models F1 Sport a partir de romanents d'estocs de peces.

### El 'revival' de Donington Park

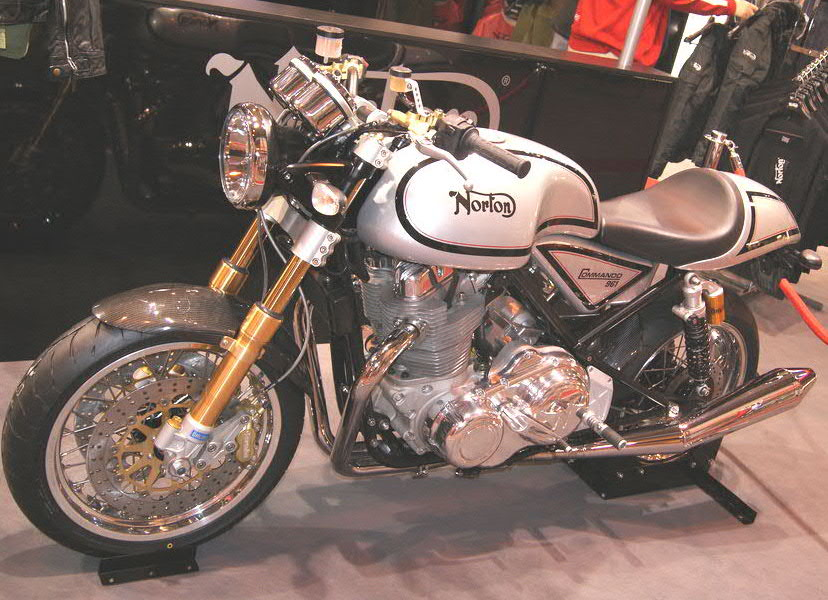
Una Norton Commando 961 Sport del 2009

Durant uns quants anys, pels volts de 1990, els drets comercials del nom Norton per a motocicletes varen ser propietat de grups financers nord-americans. A finals de la dècada del 1990, Kenny Dreer, d'Oregon, va evolucionar des de la restauració i l'actualització de Norton Commandos a la producció de motos senceres. En va modernitzar el disseny i a començaments de la dècada del 2000 va iniciar la producció en sèrie de la Commando 961, però va suspendre les activitats a l'abril del 2006.
A finals del 2008, després de quinze anys de propietat nord-americana, la marca Norton va ser recuperada per Stuart Garner, empresari britànic i propietari de Norton Racing Ltd. Garner va establir una nova fàbrica Norton de 1.400 m² a la seva llar dels Midlands de l'Est, a Donington Park, per a desenvolupar-hi la moto basada en la Commando 961 de Kenny Dreer. La nova Norton era una bicilíndrica en paral·lel refrigerada per aire i oli de 961 cc (diàmetre per carrera de 88 × 79 mm) amb un balancí de transmissió i un cigonyal de 270° (una innovació de la Yamaha TRX850). La moto, una roadster monoplaça inspirada en els models Commando anteriors, lliurava 80 CV i proporcionava una velocitat màxima superior a 210 km/h.
També s'inicià el desenvolupament d'una versió actualitzada de la rotativa produïda per primera vegada als anys vuitanta. El logotip de la companyia es va alterar «eliminant-ne el doble encreuament de la 't', en ús des del 1924, per tal d'honorar la primera configuració de la identitat dissenyada per [James] Norton i la seva filla».
El gener de 2011 es va anunciar que el dissenyador Pierre Terblanche havia abandonat Piaggio/Moto Guzzi per tal d'unir-se a Norton. L'agost d'aquell any, el ministre britànic Vince Cable va anunciar que el Govern atorgava un préstec bancari de 7.5 milions de lliures esterlines a Norton per a ajudar-la en les vendes d'exportació. Garner va respondre que aquest finançament permetria a Norton duplicar la producció anual de 500 a 1.000 unitats.

### Donington Hall

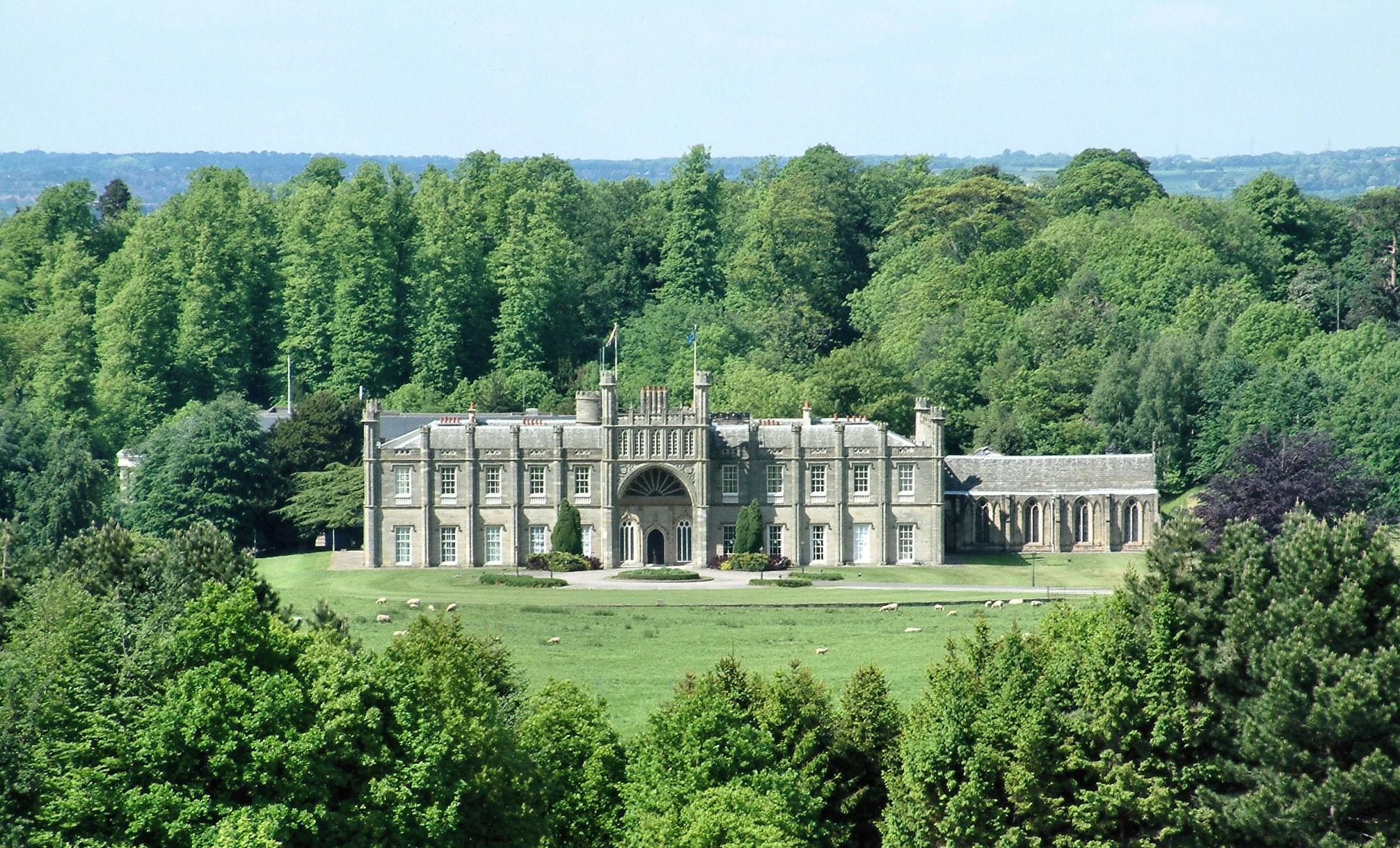
Donington Hall

Norton va comprar Donington Hall, prop del poble de Castle Donington, North West Leicestershire, com a nova seu corporativa el març de 2013 i hi traslladà l'antiga fàbrica de Donington Park, llavors amb uns 40 treballadors. Aquesta oficina i instal·lacions d'enginyeria són al darrere de Donington Hall, en un complex d'edificis modern conegut com a Hastings House. La seu de Donington Hall inclou 26 hectàrees rurals envoltades de parcs i jardins i un antic parc de cérvols. Norton Motorcycles li va comprar Donington Hall, anteriorment la seu de la British Midland International, a la British Airways per un import no revelat.
El 29 de gener de 2020 es va anunciar que la companyia s'havia posat sota administració judicial. El Metro Bank va anomenar-ne administrador BDO Global. L'empresa de Garner havia presentat al jutjat més de 300.000 lliures en impostos impagats -d'un import original de 600.000- a l'HM Revenue and Customs (HMRC), mentre declarava que 135.000 lliures en «desgravacions fiscals pendents per recerca i desenvolupament» havien vençut i reduirien substancialment el deute. L'HMRC va donar més temps a l'empresa per a pagar i el cas judicial es va ajornar fins a mitjans de febrer. Més tard, es va saber que hi havia hagut faltes fraudulentes que afectaven centenars de pensionistes que havien invertit a la companyia, clients i treballadors; el govern havia avalat Norton amb milions de lliures de subvencions i préstecs governamentals. Una empresa associada propietat de Stuart Garner, el proper Priest House Hotel, també es troba sota custòdia administrativa, gestionada temporalment per una cadena hotelera externa.
El 17 d'abril de 2020 es va informar que el fabricant de motocicletes indi TVS Motor Company havia adquirit Norton i que, a curt termini, pretenia continuar la producció de motocicletes a Donington Park amb el mateix personal. L'exconseller delegat Stuart Garner no participarà en aquest nou negoci.